# Гафс бін Рашид
Гафс бін Рашид (араб. حفص بن راشد; д/н — 1054) — 2-й імам Третього імамату Оману в 1032—1054 роках.

## Життєпис
Походив з роду Ямхед. Син імама Рашида бін Саїда. Спадкував владу 1032 року. Для початку вирішив замиритися з ібадитською школу в Нізві. Також мусив відмовитися від централізаторської політики батька, визнавши авторитет улемів.
Основним завданням стала боротьба з Буїдами. Про її перебіг відомостей обмаль. Ймовірно, декілька разів повставав. 1041 року зумів вигнати ворожі війська з Оману. Але у 1042 році емір Абу Каліджар завдав Гафс бін Рашиду поразки, внаслідок чого мусив визнати зверхність Буїдів.
1048 року після поразки Буїдів від Сельджукидів імам оголосив про незалежність. Втім невдовзі сюди вдерлося сельджуцьке військо на чолі з Кавурд-беком. Зрештою Гафс бін Рашид визнав його зверхність. З цього часу імамат став васалом Керманського султанату. Титул імама спадкував син Рашид бін Алі, за якого імамат розпався на 2 частини. Сам Рашид панував у Нізві, а Рустаці затвердився клан аль-Харусі.